# バスカード (西鉄バス)
バスカードは、西鉄グループ（亀の井バス、日田バスを除く）の路線バスに採用されていた磁気式乗車カード（プリペイドカード）。1992年9月1日発売開始。紙式回数券に代わるものとして導入されたが、ICカード乗車券「nimoca」への置き換えにより、2009年度いっぱいで廃止された。
販売枚数は2007年度（ICカード導入前の最終年度）485万枚で、バス収入に占める割合は30%であった。
以下、特記ない限り廃止時点での情勢を記す。

## 沿革
- 1992年（平成4年）
  - 8月20日：発売開始[3]。
  - 9月1日：32番・34番宇美線、36番須恵線の3路線で利用開始[3]。その後、福岡地区で導入（車両へのカードリーダー設置）開始。
- 1993年（平成5年）
  - デザイン変更。
  - 11月1日：福岡地区の全車に導入完了。
- 1994年（平成6年）
  - 10,000円カードを追加。現行デザインに変更。
  - 8月1日：北九州地区で導入開始（同年10月までに北九州地区の全車に導入完了）。
- 1995年（平成7年）3月1日：西鉄の全路線および分離子会社全社で導入開始（3月20日までに完了[4]）。
- 1997年（平成9年）2月1日：オリジナルデザインによるバスカード「つくりバスカ」を開始（500円カードおよび1,000円カード。2000年に廃止）
- 2000年（平成12年）8月1日：乗り継ぎ割引制度を施行。500円券を廃止。
- 2008年（平成20年）5月18日：那珂川営業所にnimoca導入。同営業所所属車内における10,000円券発売終了。以後nimocaを導入した営業所の車両が順次これに続いた。
- 2009年（平成21年）
  - 4月1日：バスカード終了発表。
  - 9月30日：バスカードの販売を終了。
- 2010年（平成22年）3月31日：バスカードのサービスを終了。
- 2015年（平成27年）3月31日：バスカードの払い戻しを終了。

## 利用対象のバス

### 一般路線バス
以下の各社が運行する路線。
- 西日本鉄道
- 西鉄バス宗像
- 西鉄バス二日市
- 西鉄バス北九州
- 西鉄バス筑豊
- 西鉄バス久留米
- 西鉄バス大牟田
- 西鉄バス佐賀

例外
以下のバスでは利用できない。
- 地方自治体より委託を受けて運行するコミュニティバス（但し太宰府市の「まほろば号」では使用可）
- 福岡シティループバス「ぐりーん」

### 高速バス・特急バス・急行バス
- 西鉄バスグループ（上記一般路線バスの項に記した各社と西鉄高速バス）のみで運行する高速バス・特急バス・急行バス
- 福岡 - 熊本間高速バス「ひのくに号」（西鉄便のみ）
- 福岡 - 日田間高速バス「ひた号」（日田バスでも利用できたが、車両運用の関係で一部に利用できない便があった）
- 日田バスが運行する朝倉街道 - 日田・高塚間および久留米 - 日田・高塚間の急行バス

## 券種
1,000円、3,000円、5,000円、10,000円の4種類。
| 販売金額 | 利用額   | プレミア率 | 地色 |
| -------- | -------- | ---------- | ---- |
| 1,000円  | 1,100円  | 10%        |      |
| 3,000円  | 3,400円  | 13.3%      |      |
| 5,000円  | 5,750円  | 15%        |      |
| 10,000円 | 11,500円 | 15%        |      |

発売開始当初はバスの写真を入れたデザインであったが、1994年に10,000円のバスカードが発売された際にデザインを全面変更し、発売額ごとに異なる地色（1,000円券が赤、3,000円券が青、5,000円券が緑、10,000円券が金色）にストライプを配し、バスを擬人化したイラストを入れたデザインとなった。その後、カード左端と下端の色・デザインはこれを踏襲しつつ、風景、景勝地、世界遺産、その他様々な写真を印刷するようになり、定期的に写真が変更されていた。
2008年度は、西鉄の創立100周年記念事業の一環で、子会社を含めた全社で記念の写真・イラスト柄が使われていた。
2009年にバスカード終了が発表されたのちは写真の印刷を取りやめ、チェック柄（1,000円券が赤、3,000円券が青、5,000円券が緑、10,000円券が黄）のデザインに統一し、販売終了まで販売された。

### 参考
よかネットカードのプレミア率は3,000円券が+200円で約6.7%、5,000円券は+500円で10%。記念券だけの発売となった1,000円券は額面通り。
また、nimocaは単純比較ができないものの、通常のバス乗車においては1ポイント付くための単位利用運賃が50円、プレミア率は2%であり、割引率の減少（事実上の値上げ）となる。ただし、月ごとの利用額に応じて、2,000円単位で利用額が増えるとボーナスポイントが付く。それでも、10,000円利用した場合、単純計算の合計ポイントは950ポイントで、プレミア率は10%に満たない。実際にはポイント算定金額は切り捨て処理のため、合計ポイントはこれより少ない。

## 使用方法
- 2ドア（中乗り前降り）車両の場合は、乗車時にドア横のカードリーダーに挿入し、降車時に運賃箱のカードリーダーに挿入。
- 1ドア（前乗り前降り）車両の場合は、乗車時にカードリーダーの下部の挿入口から挿入し、降車時にはカードリーダーの上部の挿入口から挿入。西鉄バス久留米（京町）と西鉄バス北九州の高速車両は2ドア車と同じように乗車用と降車用のカードリーダー機があった。
- カード残額不足時は現金または別のカード（よかネットカードも可）を挿入。

## バス乗継割引
同じカードを用い、同一バス停において90分以内にバスを乗り継いで利用すると、乗継割引として、1回あたり80円が割引される（機械の自動精算）。ただし、乗り継ぐ前か乗り継いだ後の乗車区間の運賃が180円未満の場合、割引額はこれより少なくなる。乗り継ぐ前の運賃が180円未満の場合、乗り継いだ後の割引額は乗り継ぐ前の運賃から100円を引いた額となる。乗り継いだ後の運賃が180円未満の場合、乗り継いだ後のバスで100円が引き去られる。乗り継ぐ前か乗り継いだ後の運賃が100円の場合は割引が適用されない。
乗継割引は90分以内である限り何度連続で乗り換えても有効。また急行・特急・高速バスでもバスカードを取り扱う車両であれば有効。
具体例
- 福岡タワー南口からキャナルシティ博多までを天神で乗り換える場合
  - 福岡タワー南口→（220円）→祇園町→（100円）→キャナルシティ博多前
  - 合計金額は320円だが、100円区間は割引の対象にならないため割引なし。逆（100円区間→100円以上）も同様。
- 天神バスセンターから大分坑までを飯塚乗継で行った場合
  - 西鉄天神バスセンター→（900円）→飯塚→（450円）→大分坑
  - 合計金額は1350円だが、西鉄天神バスセンター～飯塚間が900円なので大分坑下車時に80円引き。よって1270円。
- 浮羽町役場前からゆめタウン久留米までを、浮羽発着所・西鉄久留米乗継で行った場合
  - 浮羽町役場前→（150円）→浮羽発着所→（870円）→西鉄久留米→（180円）→ゆめタウン久留米
  - 合計金額は1200円だが、浮羽町役場前～浮羽発着所間が150円なので、西鉄久留米降車時に50円引き。さらに浮羽発着所～西鉄久留米間が870円なので、ゆめタウン久留米降車時に80円引き。よって計130円引かれることになり、1070円となる。

各地域で指定された同一エリア内においては、同一バス停での乗り継ぎでなくても乗り継ぎ割引が適用される。また、100円区間が対象の適用外となるのは、上記のように最低運賃が100円として設定されており、100円区間は既に割引が適用されているとみなされるからである。

## 廃止までの経緯と事後対応
西鉄は、2008年5月18日にICカード「nimoca」を導入した。電車・バスの利用だけでなく、電子マネーとして買い物などにも利用でき、チャージを繰り返すことにより何度でも利用できるメリットがある。バスについては当初は那珂川営業所のみであったが、他の営業所でも導入が進められていった。
このため、西鉄は2009年4月1日、バスカード廃止を発表し、路線バス全車両への導入が完了する2009年9月いっぱいで販売を完全終了した。その後、2009年度いっぱい（2010年3月31日）で取り扱いを完全終了し、順次バスカードリーダーを撤去。以後5年間、手数料なしで払い戻しを行う。
払い戻しについては、以下の数式で額を決定する。
残額 ×（発売額 ÷ 発売時の利用可能額) = 払戻額（10円未満は切り上げ）
例
発売額10,000円（利用可能額11,500円）のカードが2,000円分残っていた場合
2000 × (10000 ÷ 11,500) = 1739.13 → 1,740円
なお、西鉄電車・福岡市営地下鉄との共通券である「よかネットカード」についても、バスについてはバスカード終了と同時に利用を取り止めた（西鉄電車・地下鉄では2011年10月31日まで利用可能だった）。
2014年度いっぱい（2015年3月31日限り）で払い戻しを終了した。